# 莫尔通
莫尔通（法語：Morton，法語發音：[mɔʁtɔ̃]）是法国新阿基坦大区维埃纳省的一个市镇，位于该省西北部，属于沙泰勒罗区。

## 地理
莫尔通（47°6'31"N, 0°1'24"W）面积7.99 平方千米，位于法国新阿基坦大区维埃纳省，该省份为法国中西部省份，北起曼恩-卢瓦尔省和安德尔-卢瓦尔省，西接德塞夫勒省，南至夏朗德省，东南接上维埃纳省，东临安德尔省。
与莫尔通接壤的市镇（或旧市镇、城区）包括：埃皮耶、拉莱、圣莱热德蒙布里耶、赛村、莱特鲁瓦穆捷。

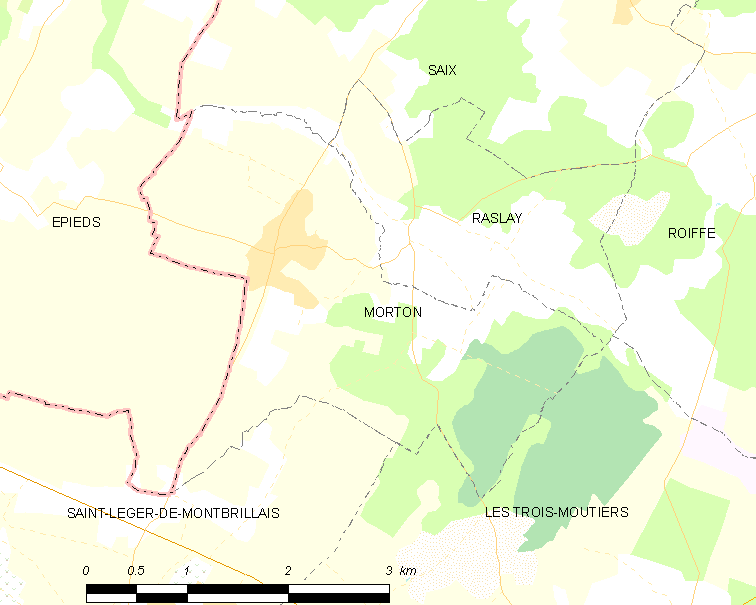
莫尔通的OSM定位图

莫尔通的时区为UTC+01:00、UTC+02:00（夏令时）。

## 行政
莫尔通的邮政编码为86120，INSEE市镇编码为86169。

## 政治
莫尔通所属的省级选区为卢丹县。

## 人口

1962-2008年间莫尔通人口变化图示

莫尔通于2022年1月1日时的人口数量为368人。